# Rambucourt

Rambucourt este o comună în departamentul Meuse din nord-estul Franței. În 2010 avea o populație de 190 de locuitori.

## Evoluția populației
| An        | 1975 | 1982 | 1990 | 1999 | 2006 | 2010 |
| --------- | ---- | ---- | ---- | ---- | ---- | ---- |
| Populație | 155  | 146  | 150  | 129  | 170  | 190  |